# Società Polisportiva Ars et Labor 1966-1967
Questa voce raccoglie le informazioni riguardanti la Società Polisportiva Ars et Labor  nelle competizioni ufficiali della stagione 1966-1967.

## Stagione
La SPAL si avvia verso la fine del ciclo d'oro iniziato con la promozione nella massima serie del 1951. Torna a Ferrara Carlo Dell'Omodarme, Fabio Capello è una sicurezza, ma a complicare il quadro arriva il grave infortunio subito da Maurizio Moretti a San Siro contro il Milan, che di fatto gli stroncherà la carriera.
La squadra edizione 1966-1967 è senza grandi lodi, ma priva anche di grosse pecche soprattutto in fase difensiva. I biancazzurri costruiscono pazientemente la loro salvezza tra le mura amiche, dove collezionano sette vittorie ed altrettanti pareggi, mentre lontano dal Comunale arrivano solo la vittoria di Bergamo e sei pareggi. La certezza di mantenere la categoria viene centrata ancora una volta all'ultima giornata di campionato, in virtù del rocambolesco 3-2 interno ai danni del già retrocesso Venezia. Il cannoniere di stagione, con le polveri bagnate, è Ivano Bosdaves con 5 reti. In Coppa Italia la SPAL viene eliminata al primo turno dal Modena.

## Rosa
| N. |                   | Ruolo | Calciatore          |
| -- | ----------------- | ----- | ------------------- |
|    | Italia (bandiera) | P     | Gabriele Cantagallo |
|    | Italia (bandiera) | P     | Ernesto Galli       |
|    | Italia (bandiera) | D     | Luigi Pasetti       |
|    | Italia (bandiera) | D     | Glauco Tomasin      |
|    | Italia (bandiera) | D     | Gianfranco Bozzao   |
|    | Italia (bandiera) | D     | Maurizio Moretti    |
|    | Italia (bandiera) | D     | Roberto Ranzani     |
|    | Italia (bandiera) | D     | Lauro Pomaro        |
|    | Italia (bandiera) | C     | Osvaldo Bagnoli     |
|    | Italia (bandiera) | C     | Ivano Bosdaves      |
|    | Italia (bandiera) | C     | Arturo Bertuccioli  |

| N. |                      | Ruolo | Calciatore          |
| -- | -------------------- | ----- | ------------------- |
|    | Italia (bandiera)    | C     | Fabio Capello       |
|    | Italia (bandiera)    | C     | Edoardo Reja        |
|    | Italia (bandiera)    | C     | Domenico Parola     |
|    | Italia (bandiera)    | C     | Renzo Bartoletti    |
|    | Italia (bandiera)    | C     | Sergio Frascoli     |
|    | Argentina (bandiera) | C     | Oscar Massei        |
|    | Italia (bandiera)    | A     | Carlo Dell'Omodarme |
|    | Italia (bandiera)    | A     | Enrico Muzzio       |
|    | Italia (bandiera)    | A     | Orlando Rozzoni     |
|    | Italia (bandiera)    | A     | Franco Pezzato      |

## Risultati

### Serie A

#### Girone di andata
| Arbitro: | Francescon (Padova) |

|                        |           |             |
| Simoni 71’ Facchin 88’ | Marcatori | 55’ Pasetti |

| Arbitro: | Gonella (Asti) |

|             |           |  |
| Bianchi 82’ | Marcatori |  |

| Arbitro: | Marchiori (Padova) |

|                   |           |            |
| Massei 81’ (rig.) | Marcatori | 35’ Mazzia |

| Arbitro: | De Robbio (Torre Annunziata) |

|                        |           |             |
| Domenghini 2’ Jair 12’ | Marcatori | 29’ Capello |

| Arbitro: | Monti (Ancona) |

|                   |           |  |
| Dell'Omodarme 84’ | Marcatori |  |

| Arbitro: | D'Agostini (Roma) |

|  |           |            |
|  | Marcatori | 43’ Muzzio |

| Arbitro: | Francescon (Padova) |

|             |           |                   |
| Rozzoni 14’ | Marcatori | 70’ (aut.) Bozzao |

| Arbitro: | Righi (Milano) |

|               |           |            |
| Sassaroli 52’ | Marcatori | 72’ Muzzio |

| Arbitro: | Vacchini (Milano) |

|                   |           |  |
| Massei 71’ (rig.) | Marcatori |  |

| Arbitro: | Gussoni (Tradate) |

|              |           |  |
| da Silva 52’ | Marcatori |  |

| Arbitro: | Angonese (Mestre) |

|              |           |           |
| Bosdaves 42’ | Marcatori | 87’ Maddè |

| Arbitro: | Acernese (Roma) |

|                    |           |             |
| Incerti 27’ (rig.) | Marcatori | 55’ Bagnoli |

| Arbitro: | Motta (Monza) |

|                   |           |                         |
| Dell'Omodarme 67’ | Marcatori | 40’ De Sisti 80’ Hamrin |

| Arbitro: | Francescon (Padova) |

|             |           |  |
| Jonsson 89’ | Marcatori |  |

| Arbitro: | De Marchi (Pordenone) |

|                   |           |  |
| Dell'Omodarme 18’ | Marcatori |  |

| Ferrara 15 gennaio 1967 16ª giornata | SPAL            | 0 – 0 | Cagliari | Stadio Comunale\| Arbitro: \| Genel (Trieste) \| |
| Arbitro:                             | Genel (Trieste) |       |          |                                                  |

| Arbitro: | Di Tonno (Lecce) |

|                |           |  |
| Mazzola II 65’ | Marcatori |  |

#### Girone di ritorno
| Ferrara 29 gennaio 1967 18ª giornata | SPAL                | 0 – 0 | Torino | Stadio Comunale\| Arbitro: \| Bernardis (Trieste) \| |
| Arbitro:                             | Bernardis (Trieste) |       |        |                                                      |

| Arbitro: | Lo Bello (Siracusa) |

|                   |           |                                                         |
| Nardin 46’ (aut.) | Marcatori | 21’ Juliano 26’ (rig.), 36’ (rig.), 64’ (rig.) Altafini |

| Brescia 12 febbraio 1967 20ª giornata | Brescia               | 0 – 0 | SPAL | Stadio Mario Rigamonti\| Arbitro: \| De Marchi (Pordenone) \| |
| Arbitro:                              | De Marchi (Pordenone) |       |      |                                                               |

| Arbitro: | Monti (Ancona) |

|              |           |                                          |
| Bosdaves 10’ | Marcatori | 25’ Facchetti 27’ Mazzola 84’ Cappellini |

| Arbitro: | De Marchi (Pordenone) |

|                        |           |  |
| Nielsen 16’ Haller 19’ | Marcatori |  |

| Arbitro: | Acernese (Roma) |

|           |           |  |
| Massei 4’ | Marcatori |  |

| Arbitro: | Bernardis (Trieste) |

|                 |           |          |
| Zigoni 23’, 61’ | Marcatori | 42’ Reja |

| Arbitro: | Monti (Ancona) |

|                                                 |           |             |
| Rozzoni 20’ Massei 31’ (rig.) Bosdaves 52’, 71’ | Marcatori | 16’ Bagatti |

| Pescara 2 aprile 1967 26ª giornata | Foggia & Incedit    | 0 – 0 | SPAL | Stadio Adriatico\| Arbitro: \| Lo Bello (Siracusa) \| |
| Arbitro:                           | Lo Bello (Siracusa) |       |      |                                                       |

| Arbitro: | D'Agostini (Roma) |

|          |           |              |
| Reja 47’ | Marcatori | 37’ da Silva |

| Arbitro: | Gonella (Asti) |

|               |           |  |
| Mora 19’, 58’ | Marcatori |  |

| Arbitro: | De Marchi (Pordenone) |

|                         |           |            |
| Muzzio 33’ Bosdaves 55’ | Marcatori | 21’ Sacchi |

| Firenze 30 aprile 1967 30ª giornata | Fiorentina                   | 0 – 0 | SPAL | Stadio Comunale\| Arbitro: \| De Robbio (Torre Annunziata) \| |
| Arbitro:                            | De Robbio (Torre Annunziata) |       |      |                                                               |

| Arbitro: | Varazzani (Parma) |

|                    |           |             |
| Bagnoli 56’ (rig.) | Marcatori | 49’ Jonsson |

| Arbitro: | De Marchi (Pordenone) |

|           |           |  |
| Sirena 9’ | Marcatori |  |

| Arbitro: | Gonella (Asti) |

|          |           |             |
| Nenè 56’ | Marcatori | 87’ Rozzoni |

| Arbitro: | De Marchi (Pordenone) |

|                                                  |           |                   |
| Beretta 61’ (aut.) Dell'Omodarme 76’ Capello 84’ | Marcatori | 44’, 88’ Mencacci |

### Coppa Italia
| Arbitro: | Varazzani (Parma) |

|           |           |             |
| Toro 119’ | Marcatori | 96’ Capello |